# Шадрінка (Байкаловський район)
Ша́дрінка (рос. Шадринка) — село у складі Байкаловського району Свердловської області. Входить до складу Краснополянського сільського поселення.
Населення — 250 осіб (2010, 276 у 2002).
Національний склад населення станом на 2002 рік: росіяни — 97 %.